# Nort-Leulinghem
Nort-Leulinghem là một xã trong tỉnh Pas-de-Calais, vùng Hauts-de-France, Pháp.

## Địa lý
Nort-Leulinghem is locates about 9 miles (14 km) về phía tây bắc Saint-Omer, tại giao lộ của các tuyến đường D191 và đường D221.

## Dân số
| 1962                                                              | 1968 | 1975 | 1982 | 1990 | 1999 | 2006 |
| ----------------------------------------------------------------- | ---- | ---- | ---- | ---- | ---- | ---- |
| 122                                                               | 122  | 109  | 156  | 171  | 177  | 201  |
| Số liệu điều tra dân số tính từ năm 1962, dân số chỉ tính một lần |      |      |      |      |      |      |

## Địa điểm nổi bật
- Nhà thờ St. André, thế kỷ 16.